# Muhittin Taylan
 (signalé en mai 2025).
Si vous disposez d'ouvrages ou d'articles de référence ou si vous connaissez des sites web de qualité traitant du thème abordé ici, merci de compléter l'article en donnant les références utiles à sa vérifiabilité et en les liant à la section « Notes et références ».
- Archive Wikiwix
- Bing
- Cairn
- DuckDuckGo
- E. Universalis
- Gallica
- Google
- G. Books
- G. News
- G. Scholar
- Persée
- Qwant
- (zh) Baidu
- (ru) Yandex
- (wd) trouver des œuvres sur Wikidata

Muhittin Taylan, né en 1910 à Sivas et mort le 19 janvier 1983, est un magistrat et homme politique turc.
Il est diplômé de la faculté de droit de l'Université d'Ankara. En 1934 il commence sa carrière de la magistrature comme procureur, plus tard il devient juge et inspecteur de la justice. En 1955, il est nommé comme conseiller à la Cour de cassation. En 1960, élu au YSK (1960-1965). Il est président de la 9e chambre civile entre 1962-1965. En 1965, il est élu membre titulaire à la Cour constitutionnelle par la Grande Assemblée nationale de Turquie. Il est élu président de la Cour constitutionnelle en 1971. En 1975, il est, à cause de limite d'âge, il quitte cette présidence. En 1977, il est élu, pour 6 ans, sénateur de Sivas sur la liste de CHP mais après le coup d'État de 1980 son mandat sénatorial a dû terminer.